# Jabloňov
Jabloňov (dříve též Jabloňové, německy Jablonau) je obec v okrese Žďár nad Sázavou v Kraji Vysočina. Žije zde 341 obyvatel.
Sousedními obcemi sídla jsou Ruda, Petráveč, Velké Meziříčí, Březejc, Dolní Heřmanice a Tasov.

## Historie
První písemná zmínka o obci pochází z roku 1361. K pamětihodnostem obce patří mj. nově zrekonstruovaná kaplička s funkční zvonicí. V pravidelných termínech se zde konají malé mše pro místní obyvatele sloužené katolickým farářem z blízké obce Ruda (sídla farnosti).
| Rok            | 1869 | 1880 | 1890 | 1900 | 1910 | 1921 | 1930 | 1950 | 1961 | 1970 | 1980 | 1991 | 2001 | 2006 | 2013 |
| Počet obyvatel | 400  | 461  | 413  | 447  | 415  | 406  | 416  | 320  | 341  | 322  | 302  | 299  | 321  | 331  | 349  |

## Doprava
Jelikož se obec nachází na tzv. staré silnici II/602, která spojuje Brno, Jihlavu a Prahu a dříve plnila úlohu dnešní nedaleké dálnice D1, která také prochází katastrem, je obec dostupná autobusem i automobilem. K dispozici jsou linkové autobusové spoje směr Velké Meziříčí (7 km), Brno (45 km), Velká Bíteš (15 km) a Jihlava (35 km), které jsou zajišťovány společnostmi ICOM transport a.s., BDS, ZDAR a.s. aj. Intervaly spojů ve všedních dnech umožňují spojení do výše zmíněných měst v intervalu obvykle 30–60 minut. Přímo do obce vede silnice III/0029 ze silnice II/602.

## Vybavenost obce
Nachází se zde fotbalové hřiště místního fotbalového klubu Družstevník Jabloňov, k dispozici je zde také oplocené tenisové hřiště s tartanovým povrchem, smíšené zboží Ladislav Němec a restaurace U Šidlů. V roce 2007 bylo vybudováno nové dětské hřiště v centru obce.
V areálu bývalé základní školy je k dispozici klempířství a pokrývání střech. V protějším družstevním areálu se nachází autoopravna pro menší nákladní i osobní vozy a též palírna alkoholu. V obci jsou také dvě truhlářské dílny a u konce obce směrem na Velké Meziříčí je v objektu bývalého statku autovrakoviště a umělecká kovárna. Významnou firmou na území obce je firma A&J Krejčí, která se specializuje na kamionovou přepravu zboží a různé stavební práce. V objektu výše zmíněného smíšeného zboží Ladislav Němec je k dispozici ubytovaní pro turisty v podkrovních prostorách domu.

## Pamětihodnosti
- Kaple zasvěcena svatým Andělům Strážným
- Budova bývalé školy z roku 1831
- Mramorový kříž z roku 1901
- Památník obětem první světové války

## Galerie

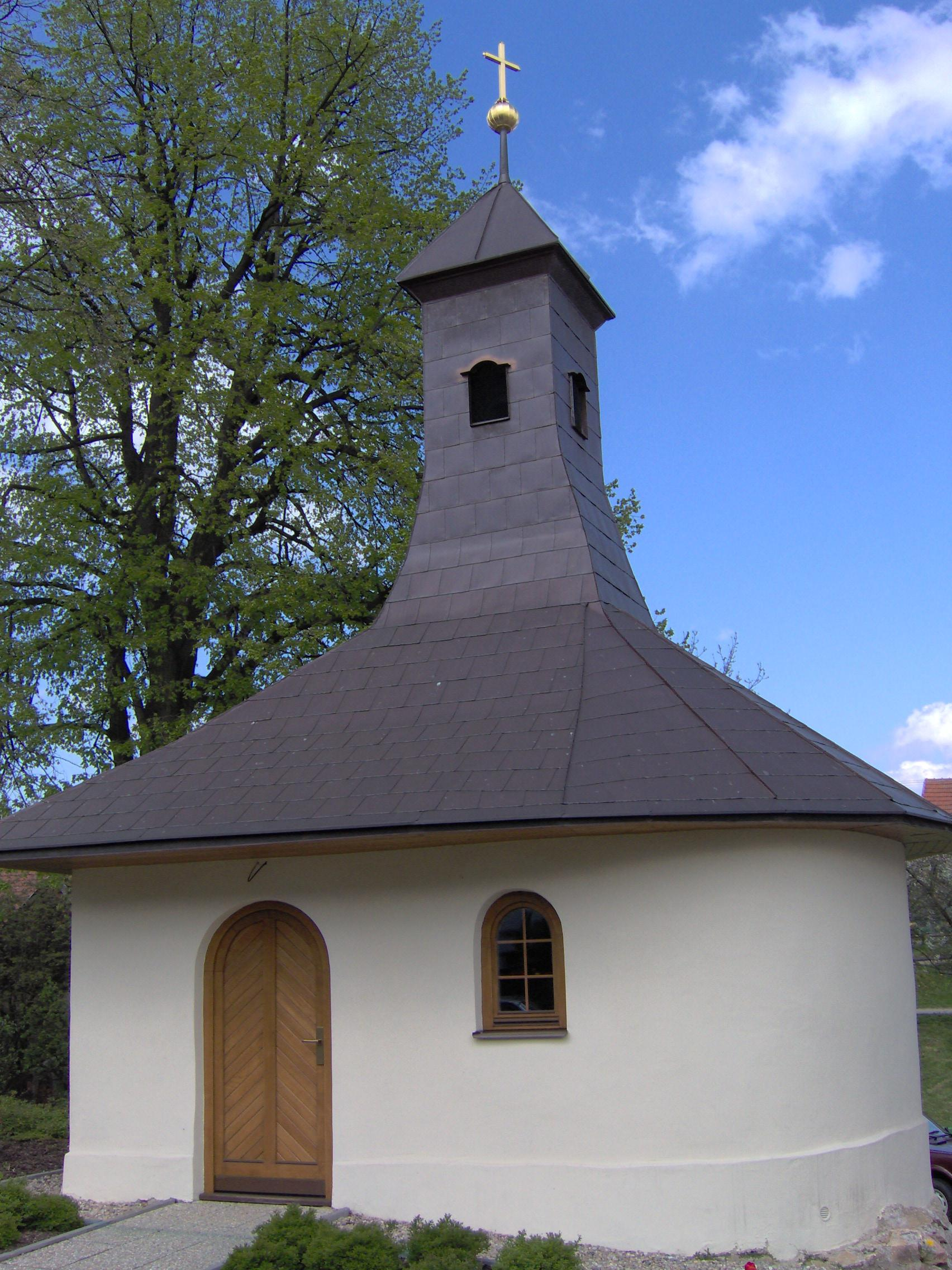
Zrekonstruovaná kaplička v obci
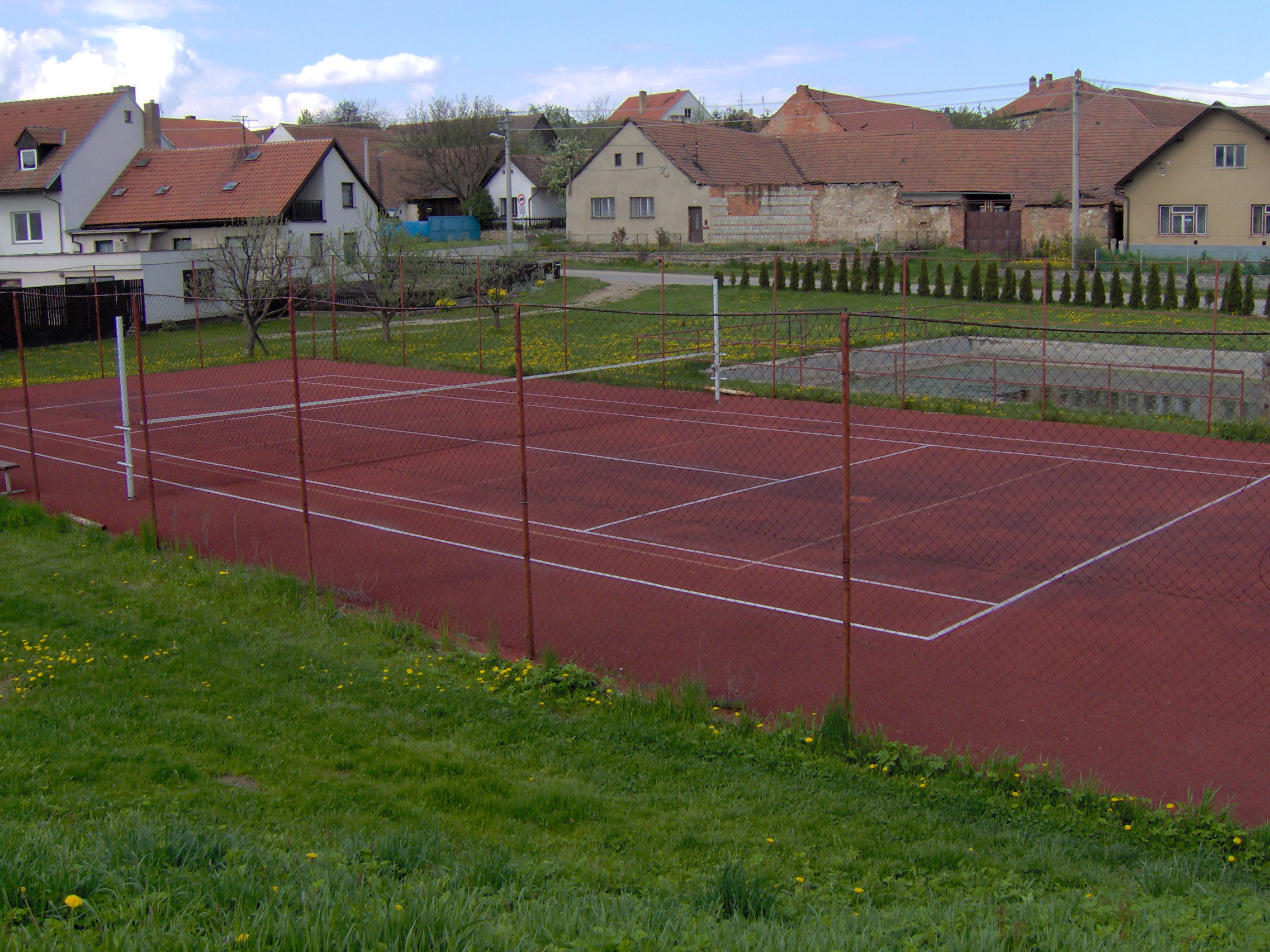
Tenisové hřiště